# Pegilirani interferon alfa-2a
Pegilirani interferon alfa-2a (40 kDa; trgovačko ime Pegasys) je antivirusni lek koji je otkriven u farmaceutskoj kompaniji Hofman la Roš. On ima dualni način delovanja – antivirusni i na imunski sistem. Dodatak polietilen glikola na interferon, kroz proces poznat kao pegilacija, poboljšava poluživot interferona u odnosu na njegovu prirodnu formu.

## Upotreba
Ovaj lek je odobren širom sveta za lečenje hroničnog hepatitisa C (uključujući pacijente as HIV ko-infekcijom, cirozom, 'normalnim' ALT nivoima) i nedavno je bio odobren (EU, SAD, Kina i mnoge druge zemlje) za tretman hroničnog hepatitisa B.
Peginterferon alfa-2a je dugotrajni interferon. Interferoni su proteini oslobođeni u telu kao odgovor na viralnu infekciju. Interferoni su vazni za borbu protiv virusa u telu, za regulisanje reprodukcije ćelija, i za regulaciju imunskog sistema.

## Genetički faktori koji utiču na respons tretmana
Za genotip 1 hepatitisa C tretiran sa pegiliranim interferonom-alfa-2a ili pegiliranim interferonom-alfa-2b (brend Pegasys ili PEG-Intron) u kombinaciji sa ribavirinom, bilo je pokazano da su genetički polimorfizmi blizo ljudskog IL28B gena, koji kodira interferon lambda 3, asocirani sa značajnim razlikama u responsu na tretman. Ovaj nalaz, originalno objavljen u Nature, je ukazao da genotip 1 hepatitis C pacijenta koji nose određene genetičke varijante alela blizo IL28B gene imaju veće šanse da postignu održiv virološki odziv nakon tretmana nego drugi. Kasniji izveštaj is istog žurnala je demonstrirao da su iste genetičke varijante takođe povezane sa prirodnim čišćenjem genotip 1 hepatitis C virusa.

## Literatura
- Modi,, Marlene W. Matthew W. Lamb and Mari Shiomi (2004).  Hiroshi Maeda, Alexander Kabanov, Kazunori Kataoka and Teruo Okano, ур. Peginterferon alfa-2a (40KD): A Potent Long-Acting Form of Interferon alfa-2a for the Treatment of Hepatitis C, in Advances in Experimental Medicine and Biology. стр. 59—67. ISBN 978-0-306-47471-2. doi:10.1007/0-306-47932-X_4.

## Spoljašnje veze
- Interferon i hepatitis C na pegasys.com Архивирано на веб-сајту  (21. октобар 2006)
- PMPRB na pmprb-cepmb.gc.ca
- Hemijska struktura na hepalife.com
- Pegasys на 

|  | Molimo Vas, obratite pažnju na važno upozorenje u vezi sa temama iz oblasti medicine (zdravlja). |